# Толстопальцево (ЗИЛ)
Посёлок Московского автомобильного завода им. И. А. Лихачёва (ЗИЛ) или Толстопальцево (ЗИЛ) — бывший посёлок Толстопальцевского сельсовета Наро-Фоминского района Московской области.
Указом Президиума Верховного Совета РСФСР от 16 февраля 1956 г. № 744/4 совместно с хутором Санино присоединён к посёлку Кокошкино, наделённому статусом дачного посёлка.
Современный статус — микрорайон (микрорайон ЗИЛ). Располагается в непосредственной близости к станции Толстопальцево и деревне Толстопальцево района Внуково Западного административного округа города Москвы.

## Улицы
- Калинина
- Озёрная
- Орджоникидзе
- Ноябрьская
- Фрунзе
- Гладкова
- Сурикова
- Гагарина
- Вишнёвый пр-д